# 杰茜·维特尔
杰茜·维特尔（英語：Jessie Vetter，1985年12月19日—），美国女子冰球运动员，场上位置是守门员。她曾代表美国参加2010年和2014年冬季奥林匹克运动会冰球比赛，获得二枚银牌。